# 刘再复
刘再复（1941年—），福建南安人，中国作家、文学评论家。1963年在厦门大学毕业后，到中国科学院哲学社会科学部《新建设》杂志任编辑。1977年转入中国社会科学院文学研究所从事鲁迅研究。1985年起担任文学所所长、《文学评论》杂志主编。1984年任中国社会科学院研究员，曾獲選為中國人民政治協商會議第七屆全國委員會委員（代表中華全國青年聯合會）。1989年六四事件后流亡海外，旅居瑞典、美国、加拿大等地。

## 著作
刘再复著有理论著作《性格组合论》、《文学的反思》、《论中国文学》、《传统与中国人》、《放逐精神》、《红楼梦悟》，散文集《读沧海》、《人论二十五种》和《漂流手记》等。1986年出版的《性格组合论》是其评论代表作，该书立论基于“人是一切社会关系的总和”，审视人的心灵世界的活动，认为人物性格是二重组合的，并考察了人物性格对历史的影响。全书有6个部分共12章，部分文章之前已在各类报刊上发表。1992年的《人論二十五種》评论了25种人物，主要探討人性中丑的一面，抒發對國人靈魂質量降低的憂慮。又認為開放的社會應該允許怪人的存在。散文诗代表作《读沧海》结合了自然景观与模糊意象表征，突出对真理的追求。与其女劉劍梅合著的書信集《共悟人間》討論了悲劇性、齊物、女性主義、親情等許多問題。書中也包括了對《紅樓夢》、莎士比亞戲劇等文學作品的評論。

### 劉再復文集
「劉再復文集」，香港天地圖書公司2021年起陸續出版，屠新時書名題字。
- 卷01《性格組合論》（ISBN 9789888549160）
- 卷02《罪與文學》（與林崗著，ISBN 9789888549177）
- 卷03《文學四十講》（由《文學常識二十二講》和《文學慧悟十八點》兩書組成，ISBN 9789888549184）
- 卷04《文學主體論》（由《文學主體性》、《我的文學觀》和《李澤厚美學概論》組成，ISBN 9789888549191）
- 卷05《告別革命》（與李澤厚對話錄，ISBN 9789888549207）
- 卷06《傳統與中國人》（與林崗著，ISBN 9789888549214）
- 卷07《教育論語》（與劉劍梅著，由《教育論語》、《讀書十日談》和《人生十倫》組成，ISBN 9789888549221）
- 卷08《思想者十八題》（ISBN 9789888549238）
- 卷09《人論二十五種》（由《人論二十五種》和《中國文化對人的設計》組成，ISBN 9789888549245）
- 卷10《紅樓夢悟》（與劉劍梅著，由《紅樓夢悟》和《共悟紅樓》組成，ISBN 9789888549252）
- 卷11《紅樓人三十種解讀》（由《紅樓人三十種解讀》和《紅樓哲學筆記》組成，ISBN 9789888550142）
- 卷12《賈寶玉論》（ISBN 9789888550180）
- 卷13《雙典批判》（「雙典」指《水滸傳》與《三國演義》，ISBN 9789888550197）
- 卷14《高行健論》（由《高行健論》和《再論高行健》組成，ISBN 9789888550203）
- 卷15《魯迅論》（ISBN 9789888550210）
- 卷18《共鑒「五四」》（有關「五四」的訪談、對話、文章的合集，ISBN 9789888550678）
- 卷19《現代文學諸子論》（由《現代文學諸子論》、《莫言了不起》、《吾師與吾友》三書組成，ISBN 9789888550685）
- 卷20《走向人生深處》（由《走向人生深處》、《感悟中國，感悟我的人間》、《回歸古典，回歸我的六經》三書組成，ISBN 9789888550692）
- 卷23《三讀滄海》（散文詩結集，ISBN 9789888550722）
- 卷24《漂流手記》（由《漂流手記》和《遠流歲月》兩書組成，ISBN 9789888550746）
- 卷25《西尋故鄉》（由《西尋故鄉》和《漫步高原》兩書組成，ISBN 9789888550739）
- 卷26《獨語天涯》（由《獨語天涯》和《面壁沉思錄》兩書組成，ISBN 9789888550753）
- 卷27《共悟人間》（由《共悟人間》（與劉劍梅著）和《滄桑百感》兩書組成，ISBN 9789888550760）
- 卷28《閱讀美國》（由《閱讀美國》和《大觀心得》兩書組成，ISBN 9789888551170）